# Sportinė aviacija ir Ko
Koordinaten: 54° 39′ 8,7″ N, 24° 2′ 33,8″ O
„Sportinė aviacija ir Ko“ ist der einzige Segelflugzeughersteller in den Baltischen Staaten.
Haupttätigkeit ist die Entwicklung und Herstellung von Segelflugzeugen und Motorseglern. Das Unternehmen nutzt den Flugplatz Pociūnai für Flüge.
80–90 % des Umsatzes entfallen auf den Export.

## Geschichte
Die Idee zur Gründung einer Segelflugzeugfabrik stammt von dem Flieger Vytautas Pakarskas. Sie wurde vom Leiter der DOSAAF-Gesellschaft (litauisch: SDAALR), General Jonas Žiburkus, unterstützt.
Im Jahr 1969 wurde die Werkstatt für experimentelle Sportfliegerei Prienai gegründet. Die Fabrik wurde nach der Entwicklung und Erprobung des von Balys Karvelis entworfenen Glasfaserflugzeugs BK-7 Lietuva gegründet. Das Segelflugzeug wurde verbessert, in Serie produziert und bis 1991 in der Sowjetunion verkauft.
In den 1990er Jahren verschärfte sich der Wettbewerb mit ausländischen Herstellern. Die Fabrik suchte nach neuen Lösungen: aerodynamische Profile wurden entwickelt, Elektromotoren kamen zum Einsatz. Die Litauer waren die ersten in der Welt und in Europa, die ein elektrisch betriebenes Segelflugzeug zertifizierten.
Im Jahr 2019 feiert das Unternehmen sein 50-jähriges Bestehen.

### Firmennamen
- 1969–1971 Prienų eksperimentines sportinės aviacijos dirbtuvės
- 1971–1989 Prienų eksperimentines sportinės aviacijos gamykla
- 1989–1995 Valstybinė aviacijos gamykla
- 1995–2010 AB „Sportinė aviacija“
- Seit 2010 UAB „Sportinė aviacija ir Ko“[4]

## Produkte

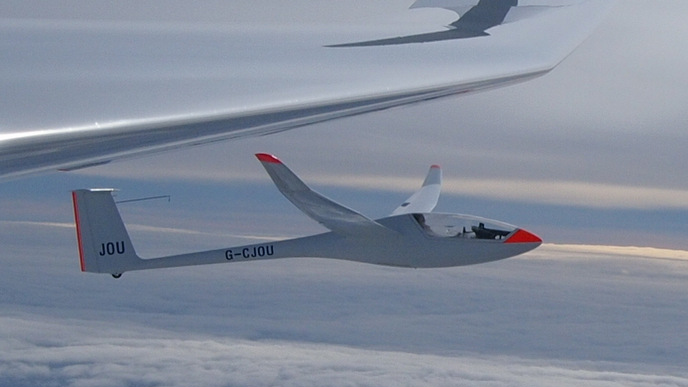
LAK-17

Zunächst produzierte das Unternehmen die Segelflugzeuge LAK-12, LAK-14, die für die Kinderausbildung bestimmte LAK-16 sowie die schwanzlose Genesis 2.
Hinzu kamen Segelflugzeuge mit Elektromotor als Heimkehrhilfe. Anhänger aus Glasfaser für den Transport und die Lagerung von LAK-17A-Segelflugzeugen werden unter der Bezeichnung LAK-T5 hergestellt.
Im Jahr 2013 präsentierte das Unternehmen auf der Luftfahrtmesse in Friedrichshafen das Ultraleicht-Segelflugzeug LAK-17B FES mini mit einer Flügelspannweite von 13,5 Metern. 2014 wurde auf der internationalen Leichtflugzeugmesse „ParaRudniki 2014“ in Polen die LAK-17B FES vorgestellt, ein Segelflugzeug der 18-Meter-Klasse.
Im Jahr 2022 bestand das Portfolio aus der LAK-17 für die 15- und 18-Meter-Klasse, der LAK-19 für die Standardklasse und der LAK-20 für die Offene Klasse. Aufgrund der wachsenden Nachfrage nach hochwertigen zweisitzigen Segelflugzeugen wurde das zweisitziges Wettkampfsegelflugzeug LAK-20T entwickelt, das mit einem Motor ausgestattet werden kann.
Das Unternehmen produziert außerdem Autodachboxen, Werbestände, Hochsitze, Rotorblätter für Windkraftanlagen und andere nicht-aviatische Produkte.